# 津軽中央地域合併協議会
津軽中央地域合併協議会（つがるちゅうおうちいきがっぺいきょうぎかい）は、2003年（平成15年）に青森県北津軽郡板柳町と鶴田町との間に設置された合併協議会である。
任意合併協議会から法定合併協議会に移行したが、合併に至ることなく2005年（平成17年）に合併協議会が廃止された。新市名は決定には至らなかったが、新市名候補の一つである「あっぷる市」がマスメディアで取り上げられ話題となった。

## 経過
- 2003年（平成15年）
  - 11月1日 - 「津軽中央地域合併協議会」（任意の合併協議会）設置
  - 11月27日 - 第1回合併協議会開催
  - 12月11日 - 青森県市町村合併推進本部から合併重点支援地域に指定
- 2004年（平成16年）
  - 6月18日 - 「津軽中央地域合併協議会」（法定の合併協議会）設置
  - 7月7日 - 第1回合併協議会開催（合併方式を「市制施行による新設合併」、合併期日を「平成17年3月31日目標」に決定）
  - 8月2日 - 第3回合併協議会開催（新市名称選定基準・選定方法を決定）
  - 8月18日 - 第4回合併協議会開催（新市の事務所の位置を「現・板柳町役場」、市役所の設置方式を「分庁方式」に決定）
  - 9月22日 - 第6回合併協議会開催（新市の名称を合併協議会委員で組織する小委員会で審議することに決定）、板柳町側委員は「あっぷる市」、鶴田町側委員は「鶴柳市」を主張。同日、第1回小委員会開催（以後、9月29日の第5回まで）
  - 9月30日 - 第7回合併協議会開催（合併期日を「平成17年3月28日」に修正。また、小委員会から、新市の名称の候補を「あっぷる市」・「津軽富士見市」・「鶴柳市」の3候補に絞り込んだが、結論を出すには至らなかったとの報告あり）
  - 10月7日 - この日に予定されていた第8回合併協議会開催見送り
  - 10月20日 - 板柳町議会の合併調査特別委員会開催（鶴田町との合併協議を白紙にするとの意見集約）
  - 11月25日 - 板柳町議会、津軽中央地域合併協議会からの離脱についての議案を可決、承認
  - 12月10日 - 第8回合併協議会開催（合併協議会の廃止、存続について協議したがまとまらず）
- 2005年（平成17年）
  - 4月1日 - 青森県市町村合併推進本部、合併重点支援地域の指定を解除
  - 4月20日 - 第9回合併協議会開催（合併協議会の廃止を決定）
  - 4月26・27日 - 板柳・鶴田両町議会において、平成17年4月28日付けで合併協議会を廃止する議案を可決
  - 4月28日 - 合併協議会廃止

※ なお、鶴田町は2009年4月24日、町議会合併促進特別委員会で、五所川原市との編入合併を目指し、五所川原市への申し入れを行う事を決定したが、結局は頓挫した。

## 両町に隣接する市町
- 弘前市（弘前市、岩木町及び相馬村が合併して、改めて発足する。）
- 五所川原市（五所川原市、金木町及び市浦村が合併して、改めて発足する。）
- つがる市（木造町、柏村、森田村、車力村及び稲垣村が合併して、発足する。）
- 青森市（青森市及び浪岡町が合併して、改めて発足する。）
- 藤崎町（藤崎町及び常盤村を合併して、改めて発足する。）